# Jastrebarsko
Jastrebarsko är en stad i Kroatien. Staden har 16 689 invånare (2001) och ligger i Zagrebs län i centrala Kroatien.

## Historia
Arkeologiska fynd från romartiden i området kring Jastrebarsko vittnar om att platsen varit befolkad sedan länge. 1249 nämns staden för första gången i ett skrivet dokument utfärdat av den kroatiska banen Stjepan Gutkeled. Den 12 januari 1257 utfärdade den kroatisk-ungerske kungen Béla IV en gyllene bulla som utsåg staden till en kunglig fristad. Jastrebarsko blev då ett centrum för handel med timmer, boskap och vin. 1519-1848 ingick staden i de ungerska feodalherrarnas Erdödys förläningar. De uppförde en borg i Jastrebarsko och kom att lämna ett starkt intryck i staden. 1809-1813 intogs staden av franska styrkor och Jastrebarsko kom under dessa år att tillhöra de Illyriska provinserna innan staden återföll till österrikarna. 1865 byggdes en järnväg mellan Karlovac och Zagreb vilket ledde till att staden kom att utvecklas ekonomiskt.

## Arkitektur
Stadens borg uppfördes av de ungerska adelsmännen Erdödy under 1500-talet och har en fyrkantig planform med runda torn i varje hörn. Tvåhundra år senare byggdes borgen om och idag inrymmer den Jastrebarskos stadsmuseum. Sankt Nikolaus kyrka (Crkva svete Nikole) uppfördes 1772-1775 och är byggd i barockstil. I kyrkan finns Petar Erdödys grav. Mariakyrkan (Crkva svete Marije) från 1740 är även den byggd i barockstil och har en målning tillägnad jungfru Maria gjord av Valentin Metzinger.